# Mastixis castronalis
Mastixis castronalis là một loài bướm đêm trong họ Noctuidae.